# Românești, Dâmbovița
Românești este un sat în comuna Potlogi din județul Dâmbovița, Muntenia, România.
La sfârșitul secolului al XIX-lea, Românești era reședința și unicul sat al unei comune de sine stătătoare din plasa Bolintinu a județului Dâmbovița, având 1500 de locuitori, o școală și o biserică.
În 1925, Anuarul Socec consemnează comuna Românești în plasa Ghergani a aceluiași județ, cu 2318 locuitori în unicul său sat.
În 1950, comuna a fost inclusă în plasa Titu a regiunii București. În 1968, ea a revenit la județul Dâmbovița, dar a fost desființată și inclusă în comuna Potlogi.